# Arctiopais melanura
Arctiopais melanura är en fjärilsart som beskrevs av Jordan 1913. Arctiopais melanura ingår i släktet Arctiopais och familjen nattflyn. Inga underarter finns listade i Catalogue of Life.